# FM P-12-42
Die Diesellokomotiven der P-12-42 „Speed Merchant“ von Fairbanks-Morse wurden 1957/58 von der New York, New Haven and Hartford Railroad (NH) und der Boston and Maine Railroad (BM) beschafft. Sie dienten als Zuglok für die ACF-Talgo-Züge der beiden Gesellschaften.

## Geschichte
Im Wettbewerb gegen den Auto- und Flugzeugverkehr sahen sich die amerikanischen Bahngesellschaften gezwungen, schnellere und komfortablere Züge anzubieten. Hierbei sah man in aerodynamisch günstigen und leichten Zügen einen gangbaren Weg.
Um auf der für die New Haven wichtigsten Verbindung New York–Boston ein besseres Angebot machen zu können, entschied der neue Präsident Patrick McGinnis verschiedene Systeme zu testen. Man orderte von Pullman den Train-X mit zwei BLH RP-210, genannt „Dan'l Webster“, von Budd den auf dem RDC basierenden Zug „Roger Williams“ sowie von American Car and Foundry (ACF) den auf dem Talgo-Prinzip basierenden Zug „John Quincy Adams“ mit den von Fairbanks-Morse gelieferten P-12-42. An jedem Ende des Zuges war eine der Lokomotiven gekuppelt. Zusammen mit den angebrachten Stromabnehmern für die Stromschiene im New Yorker Bereich der Strecke vermied man dadurch zeitaufwendige Lokomotivwechsel in den Endbahnhöfen.
Als McGinnis 1956 zur Boston & Maine wechselte sorgte er dafür, dass ein gleichartiger Zug 1957 für die Relation Portland–Boston, jedoch ohne die Stromschienenausrüstung erworben wurde.
Die Züge befriedigten im Einsatz jedoch nicht. Aufgrund ihres Leichtbaues liefen die Züge sehr unruhig, so dass der Fahrkomfort litt. Aufgrund der Anschaffung von drei unterschiedlichen neuartigen Fahrzeug-Konzepten für die New Haven erwies sich auch die Unterhaltung als sehr kostenintensiv und aufwändig. Dazu kamen noch die diversen Kinderkrankheiten. Diese negativen Erscheinungen überschatteten schließlich die positiven Gesamtkonzepte. Auch die geplanten höheren Geschwindigkeiten wurden nicht realisiert, da eine Anpassung der Signaltechnik und der Strecken zu kostenintensiv und der Betrieb durch den Dieselverbrauch zu teuer geworden wäre. Zusätzlich zu den Talgo-Zügen verkehrten die Lokomotiven später auch mit den Budd-Personenwagen der Baureihe Pioneer III.
Auf der NH-Strecke wurde die Züge schließlich von Zügen mit den Zweisystem-Lokomotiven EMD FL9 abgelöst. Die Lokomotiven der NH wurde Ende der 1960er Jahre verschrottet, die Lokomotiven der B&M wurden 1964 ausgemustert, 1970 an National Metal Converters verkauft, wo sie als stationärer Diesel bis 1979 dienten.

## Konstruktive Merkmale
Der Lokkasten wurde von in Anlehnung an die C-Liner von Fairbanks-Morse gebaut. Um mit den Zügen schneller durch die Kurven und bis in die Grand Central Terminal fahren zu können, wurde die Höhe der Lokomotive verringert. So wurde der Schwerpunkt rund 40 cm tiefer gelegt und insgesamt die Gesamthöhe um 91 cm reduziert. Dies war möglich durch einen um 1,75 m tieferliegenden Maschinenboden. Zur Verbesserung der Kurvenläufigkeit erhöhte man den Abstand der Haupttragfedern von 1,52 m auf 2,34 m.
Die Drehgestelle wurden basierend auf dem standardisierten AAR-Design neu konstruiert. Zwischen den Achsen befanden sich Ausgleichselemente, außenliegend waren die Schraubenfedern mit Reibungsstoßdämpfern angebracht. Die zwei Antriebsmotoren von GE waren im vorderen Drehgestell untergebracht, da bei diesem die Achslast konstant blieb, während beim hinteren Drehgestell aufgrund des dort liegenden Dieseltanks sich die Achslast änderte. Zur Erleichterung der Motorenwartung besaßen die Drehgestelle keine Querträger an den Enden.
Der Achtzylinder-Gegenkolbenmotor war normalerweise für 1175 kW ausgelegt. Speziell für den Leichtgewichtszug wurde die Leistungsabgabe reduziert, dazu kamen noch einige zusätzliche Leistungsabnehmer, so dass für den reinen Antrieb eine Leistung von 895 kW zur Verfügung stand. Die Steuerung war so ausgelegt, dass der Motor mit einer  Drehzahl von 850/min lief und die Geschwindigkeitsregelung ausschließlich über die elektrische Steuerung erfolgte. Damit war es möglich Platz, Gewicht und Kosten einzusparen. Die Spannungsversorgung des Zuges mit 415 Volt und 56,7 Hertz erfolgte über eine dreiphasige Sammelschiene.
Beim Zugbetrieb waren ständig beide Lokomotiven im Betrieb. Um die Synchronisation der Wechselstromgeneratoren zu vermeiden, wurde die Sammelschiene in zwei gleiche Hälften getrennt, die im Notfall zusammengeschaltet werden konnten. Dafür war es notwendig, dass jeder Generator für die Stromversorgung des gesamten Zuges ausgelegt werden musste.
Die Lokomotiven der New Haven waren mit zwei Stromabnehmern für die Stromschiene ausgestattet, um mit dem Zug ohne Lokwechsel bis in den Grand Central Terminal fahren zu können. Die Abnehmer saßen an den inneren Achsen der Drehgestelle. Zum Antrieb des Hauptgenerators diente ein 600-Volt-Motor, der im Dieselbetrieb als Generator für die Nebenaggregate (Gebläse, Kühllüfter, Kompressoren) diente.
Um den Motorraum von Verschmutzung frei zu halten, wurde durch ein Gebläse ein höherer Innendruck aufgebaut. Das Aggregat war so ausgelegt, dass es genügend gefilterte Luft ansaugte, um den Motor, den Luftkompressor und die Antriebsmotorlüfter versorgen zu können.
Am hinteren Ende waren die Lokomotiven mit einer speziellen seitenverschiebbar gelagerten Kupplung versehen. Diese Kupplung übertrug gleichzeitig die Sammelschiene, Steuerleitungen sowie die Bremsluftleitung. Gegenüber den konventionellen Kupplungen war sie in einer Höhe von 48 cm über den Gleisen angebracht. Durch die Seitenverschiebbarkeit wurde die Kurvenanlenkung der ersten Achse des nachfolgenden Wagen unterstützt.